# شوتشيكالكو
شوتشيكالكو (بالإسبانية: Xochicalco)‏ هو موقع أثري ما قبل كولومبوس في بلدية مياكاتلان في الجزء الغربي من ولاية موريلوس المكسيكية. يمكن ترجمتها اسمها بلغة الناواتل «في بيت الزهور». يقع الموقع على بعد 38 كم جنوب غرب مدينة كويرنافاكا، على بعد حوالى 76 ميلا عن الطريق من مكسيكو سيتي. الموقع مفتوح للزوار طوال الأسبوع، من الساعة العاشرة صباحا وحتي الخامسة مساءا، إلا أن الدخول إلى المرصد لا يسمح إلا بعد الظهر. وصلت المدينة أوجها بعد سقوط تيوتيهواكان ويعتقد أن شوتشيكالكو لعبت دورا في سقوط إمبراطورية تيوتيهواكان.
تظهر الهندسة المعمارية والأيقونية في شوتشيكالكو أنها كانت لها صلات مع تيوتيهواكان ومنطقة المايا وحضارة ماتلاتزينكا في وادي تولوكا. يتحدث سكان قرية كوينتيبيك المجاورة اليوم لغة الناواتل.
يقع المركز الشعائري على قمة تل مصطنع على شرفات طويلة تغطي المنحدرات، مع ما تبقى من مبان سكنية، ومعظمها غير منقب. كان الموقع مأهولا منذ عام 200 قبل الميلاد، ولكنه لم يتطور إلى مركز حضري حتى الفترة الكلاسيكية المتأخرة (700 – 900 ميلادي). وتم بناء معظم العمارة الباقية في الموقع في هذه الفترة. وصل سكان المدينة في ذروتها إلى 20,000 نسمة.

## الآثار

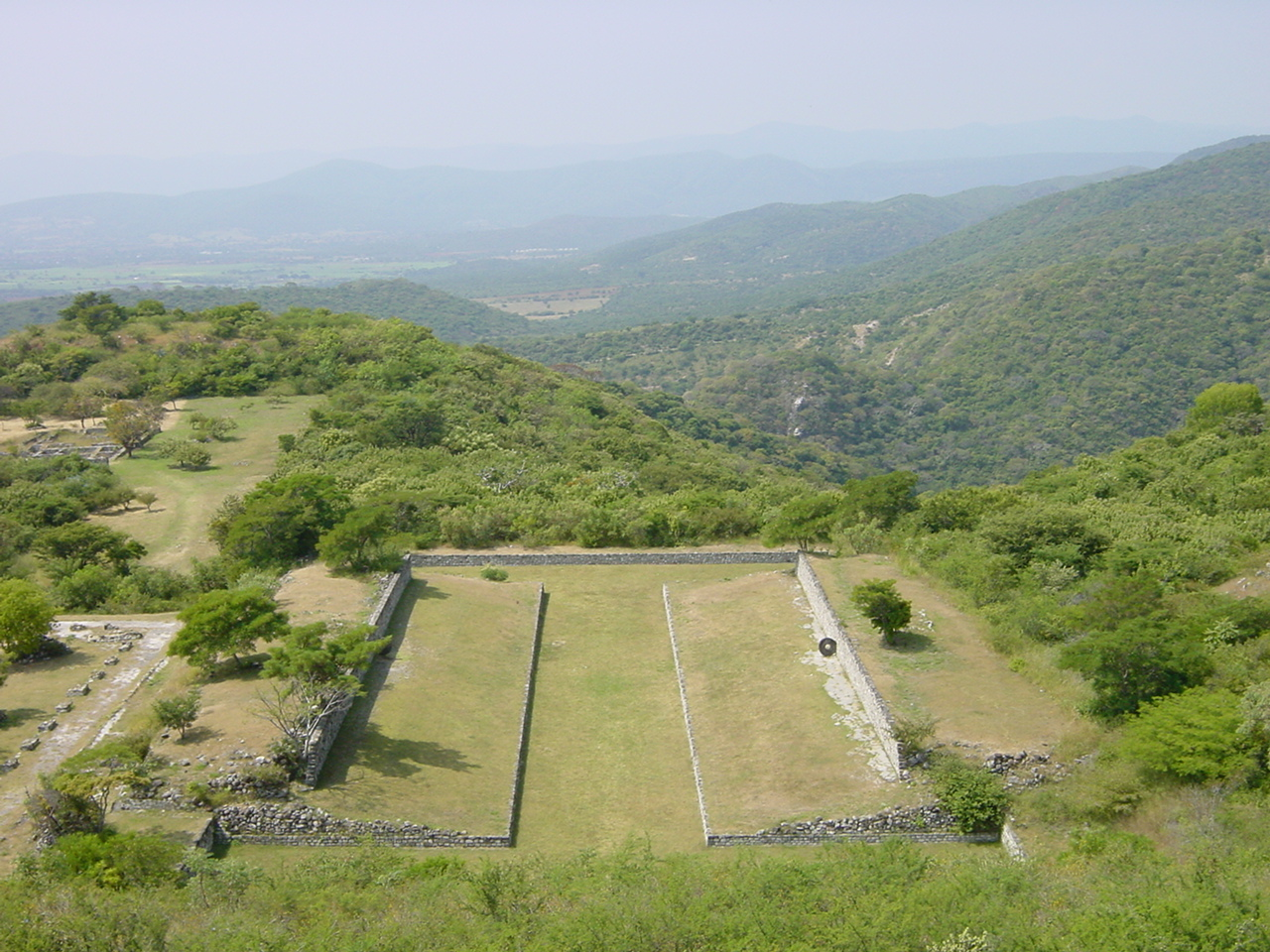
ملعب الكرة الأساسي في شوتشيكالكو.

من أهم آثارها المنحوتات البارزة على جوانب بعض المباني. يحتوي معبد الأفعى ذات الريش على تصميمات دقيقة لهذا الإله بأسلوب يظهر فيه تأثير فنون تيوتيهواكان والمايا بشكل واضح. وتحمل الجوانب العالية للأهرام منحوتات تصوّر المدن التي دفعت الجزية لشوتشيكالكو فضلا عن العديد من الشخصيات الجالسة والذين يظهرون أنهم من المايا.  ويحتمل أن شوتشيكالكو ضمت مجتمعا من الفنانين من أجزاء أخرى من أمريكا الوسطى.
تشمل المعالم الأخرى في الموقع على العديد من المعابد الهرمية والقصور وثلاث ملاعب كرة وحمامات العرق وصفّ من المذابح الدائرية وكهف به درجات منحوتة. يحتوي الموقع أيضا على لوحات، وتمت إزالة بعضها من الموقعة الأصلي وي معروضة الآن في متحف التاريخ في مكسيكو سيتي وفي متحف الموقع الأثري.

## التاريخ والاستكشاف
تأسست شوتشيكالكو في حوالي 650 ميلادية من قبل أولميكا شيكالانكا، وهم مجموعة من تجار المايا من كامبيتشي، في وكان موقعها ممتازا على الطرق التجارية الرئيسية في أمريكا الوسطى. كان عدد سكان المدينة بين 10,000 و 15,000 نسمة، وعمل أغلبهم في الحرف والتجارة.  كانت مركزا تجاريا ودينيا محصنا بعد تدهور المدن الدول الأخرى في المنطقة. تظهر ظروف الزراعة السيئة في المنطقة أنه تم بناؤها أساسا لأغراض الدفاع والتجارة. تم وصف الأطلال لأول مرة من قبل المستكشف أنطونيو ألزاتي في عام 1777. نشر ألكسندر فون هومبولت رسوما توضيحية تصف المدينة في عام 1810. زار ماكسيميليان إمبراطور المكسيك الأنقاض. أعاد عالم الآثار المكسيكي ليوبولدو باتريس ترميم معبد الأفعى ذات الريش في عام 1910. وقد أجريت حفريات أثرية كبيرة وعمليات ترميم أخرى في أربعينيات حتى ستينيات القرن العشرين من قبل إدواردو نوجيرا وسيزار ساينز. عمل خايمي ليتفاك كينغ أيضا في الموقع. في عام 1976، بدأ عالم الآثار كينيث هيريت من جامعة بنسلفانيا مشروع عمل ميداني متعدد المواسم قام فيه بتخطيط الموقع بأكمله وأجرى حفريات عن المنازل وورش عمل السبج. في عام 1988، قام نوربيرتو غونزاليس كريسبو وسيلفا غارزا من المعهد الوطني للدراسات الدينية بإطلاق برنامج واسع النطاق للتنقيب عن العمارة الأثرية. تم بناء متحف جديد لإيواء الاكتشافات الرائعة لهذا المشروع.

## تدمير المدينة

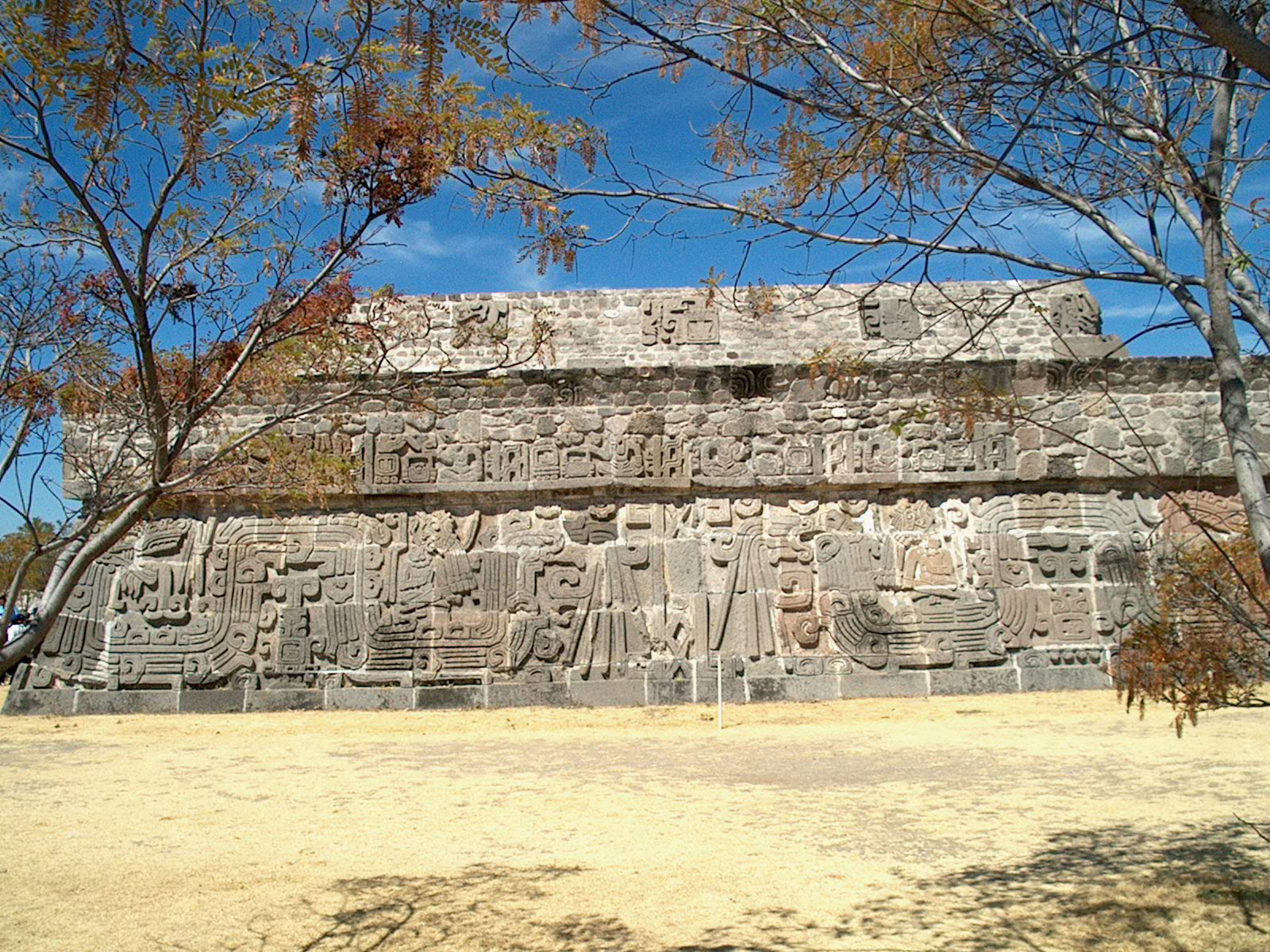
معبد الأفعى ذات الريش

تم حرق مدينة شوتشيكالكو وتدميرها حوالي العام 900 ميلادي. العديد من المنازل والمعابد المحفورة بها طبقات من الحرق والدمار التي تغطي الرواسب من الفترة ما بعد الكلاسيكية. تركت العديد من الأشياء في مكانها في المنازل تحت طبقات الدمار، ما يشير إلى أن الموقع تم تدميره وهجره بسرعة. ولكن كان هناك عدد قليل من السكان يعيشون على المنحدرات السفلية للتل. في وقت لاحق، حوالي عام 1200، أعيد استيطان الموقع من قبل شعوب تلاويكا الناطقة بالناواتل، وهم أسلاف الناواتل في ولاية موريلوس الحديثة.
شوتشيكالكو هي أحد مواقع التراث العالمي لليونسكو وهي وجهة سياحية. يحتوي الموقع أيضا على متحف.

## المرصد الفلكي
المرصد هو كهف معدّل يسمح بدراسة حركة الشمس. كان الكهف مغطى بالجص ومطلي بالأسود والأصفر والأحمر مع مدخنة طولها 8.7 متر من القاعدة إلى السطح، وهي سداسية الشكل في الأعلى. تحتوي المدخنة على منحدر طفيف يسمح بإسقاط أشعة الشمس على أرضية الكهف.
تشرق الشمس في الكهف على مدى 105 أيام من 30 أبريل إلى 15 أغسطس. في حركة الشمس نحو مدار السرطان وعند عودتهم، على التوالي، في 14/15 مايو و 28/29 يوليو، تكون الشمس في أوجها وظهرها الفلكي، ويسقط شعاع الضوء مباشرة من خلال المدخنة ويظهر الصورة الشمس على أرضية الكهف. وبسبب موقعه الجغرافي الدقيق، فقد استخدم الموقع أيضا للاحتفالات الدينية. 

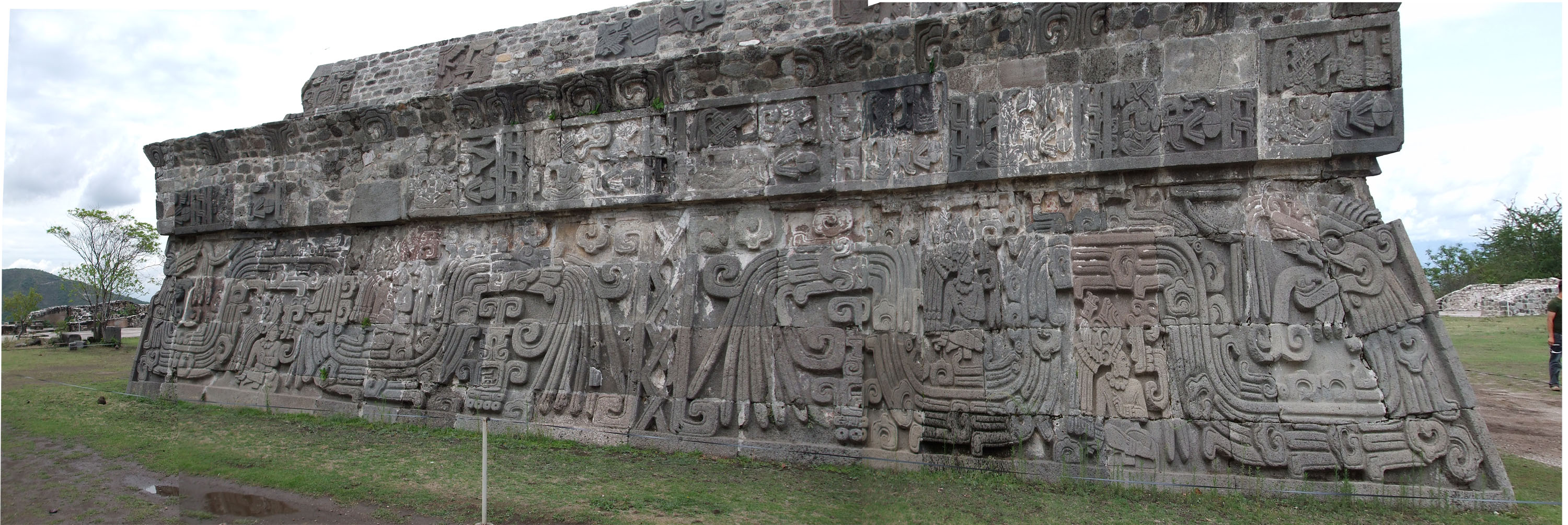
معبد الحية ذات الريش

## قراءات أخرى
- de la Fuente, Beatriz, Silvia Garza Tarazona, Norberto González Crespo, Arnold Leboef, Miguel León Portilla and Javier Wimer (1995) La Acrópolis de Xochicalco, Instituto de Cultura de Morelos, Cuernavaca.
- González Crespo, Norberto, Silvia Garza Tarazona, Hortensia de Vega Nova, Pablo Mayer Guala and Giselle Canto Aguilar (1995) "Archaeological Investigations at Xochicalco, Morelos: 1984 and 1986", Ancient Mesoamerica 6:223–236.
- Hirth, Kenneth G. (editor) (2000) Archaeological Research at Xochicalco, Volume 1, Ancient Urbanism at Xochicalco: The Evolution and Organization of a Pre-Hispanic Society., and Volume 2, The Xochicalco Mapping Project. University of Utah Press, Salt Lake City.
- Hirth, Kenneth G. (editor) (2006) Obsidian Craft Production in Ancient Central Mexico, University of Utah Press, Salt Lake City.
- Hirth, Kenneth G. and Ann Cyphers Guillén (1988) Tiempo y asentamiento en Xochicalco. Instituto de Investigaciones Antropológicas, Universidad Nacional Autónoma de México, Mexico City.

## وصلات خارجية
- Archaeological Monuments Zone of Xochicalco World Heritage Site
- The DeLanges visit Xochicalco, with lots of photos